# La Ville-aux-Dames

La Ville-aux-Dames este o comună în departamentul Indre-et-Loire, Franța. În 1 ianuarie 2022 avea o populație de 5.575 de locuitori.